# Mama's Boy
Mama's Boy um filme americano de 2007, do gênero comédia dramática, dirigido por Tim Hamilton e estrelado por Jon Heder, Diane Keaton, e Anna Faris.

## Sinopse
O excêntrico Jeffrey Mannus (Jon Heder) tem 29 anos e ainda mora com sua mãe, Jan (Diane Keaton). Ele não vê nada errado, mas o seu mundo perfeito é abalado quando ela conhece Mert (Jeff Daniels), um palestrante motivacional. Mert seduz, com sucesso, a mãe de Jeffrey. Com o novo namorado, Jan invade o espaço de Jeffrey, algo que Jeffrey não vai gostar. Jeffrey recruta a ajuda de um aliado improvável, uma aspirante a cantora, Nora (Anna Faris). Enquanto a guerra entre Mert e Jeffrey aumenta, algo inédito acontece lentamente. Para sua própria surpresa e horror, Jeffrey descobre o seu interior adulto.

## Elenco
- Jon Heder ... ... Jeffrey Mannus
- Diane Keaton ... ... Jan Mannus (mãe)
- Jeff Daniels ... ... Mert Rosenbloom (namorado de jan)
- Anna Faris  ... ... Nora Flannigan ( futura namorada de jeffrey)
- Eli Wallach ... ... Seymour Warburton
- Dorian Missick ... ... Mitch Mitch
- Sarah Chalke ... ... Maya Maia
- Mary Kay Place  ... ... Barbara
- Adam DeVine  ... ... Alhorn
- Simon Helberg  ... ... Rathkon
- Rhys Coiro ... ... Trip Viagem
- Hank Dougan ... ... Young Jeffrey
- Laura Kightlinger  ... ...  Secretaria de Mert
- Dennis Cockrum  ... ... motorista do ônibus
- Hank Nelken ... ... Richard